# Sambhala

Egy kifejező kép a buddhista szerzetesekről, akik spirituális úton tartják a kapcsolatot Sambhala rejtett királyságával.

Sambhala (ejtése magyarulː /sambala/; angol helyesírás szerint: Shambhala, szanszkritül: शम्भलः, azaz: Śambhalaḥ, tibeti: བདེ་འབྱུང; wylie: bde'byung; kínai: 香巴拉; pinjin hangsúlyjelekkel: Xiāngbālā) eredetileg a hindu vallásban gyökerező, de a tibeti buddhizmus által is átvett mitikus királyság. A tibeti hagyomány szerint a királyságot úgy kell elképzelni, mint egy nyolcszirmú lótuszvirágot, amelyet egy havas hegylánc vesz körül. Középen áll Sambhala királyának a palotája, aki a Kalapa nevű fővárosban uralkodik.

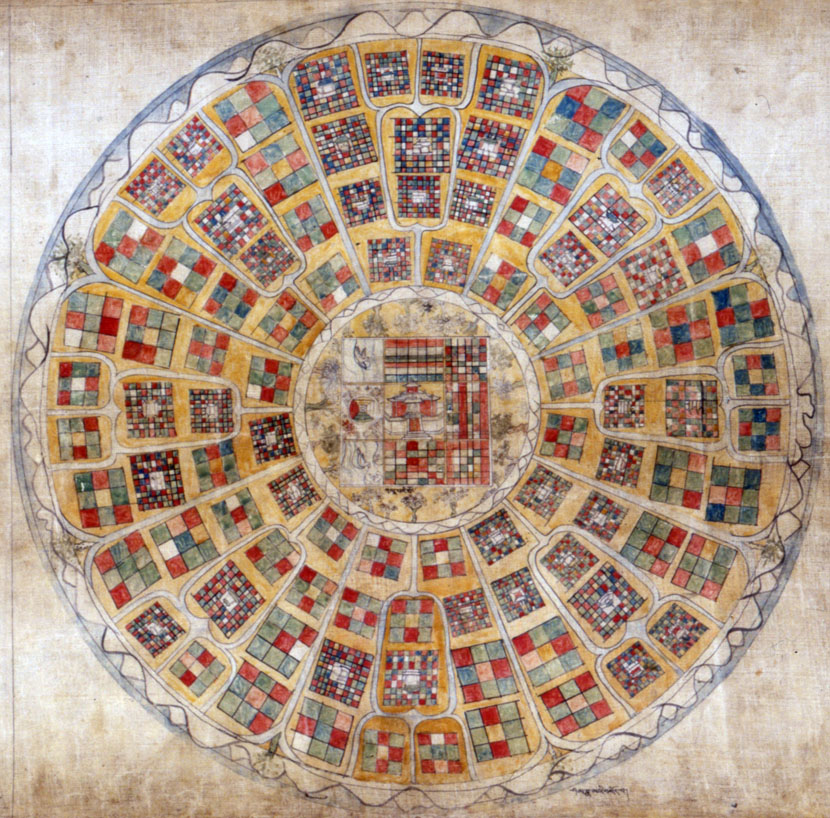
Sambhala térképének egy másik ábrázolása a XVI. századból. (Rubin Museum of Art, New York)

Sambhalát néhány írásban James Hilton brit író 1933-ban Lost Horizon (magyarul A Kék Hold völgye) címmel megjelent regénye nyomán Shangri-La néven is emlegetik.
Számos ősi szöveg – köztük a Kálacsakra Tantra és a nyugat-tibeti ősi Zsangzsung szövegei – említi Sambhalát. A Bon vallás iratai egy szorosan kapcsolódó földről, a Tagzig Olmo Lung Ringről szólnak, ahonnan a vallás mitikus alapítója, Tonpa Senrab Mivo származott.
A szanszkrit név a hindu puránákban említett város nevéből származik, és valószínűleg az Uttar Prades állambeli Szambal (Sambhal) várossal azonos. A hindu szövegek, mint például a Visnu Purana (4.24) próféciája szerint Sambhala lesz a szülőhelye Kalkinak, Visnu végső megtestesülésének, aki majd az új Aranykort, a Szatja-jugat hozza el.
A buddhizmus Maitréja, az Eljövendő Buddha királyságát jósolta.
Bármi is a történelmi alapja, Sambhala fokozatosan lett egy buddhista tiszta föld, egy mesés királyság, amelynek a létezése akár látomásos vagy spirituális, akár fizikai vagy földrajzi, ebben a formájában érkezett Nyugat-Európába és Amerikába, ahol hatással lett a nem buddhista és a buddhista lelki keresőkre – és bizonyos mértékben a népszerű kultúrára általában.

## A buddhista Kálacsakra tanításaiban

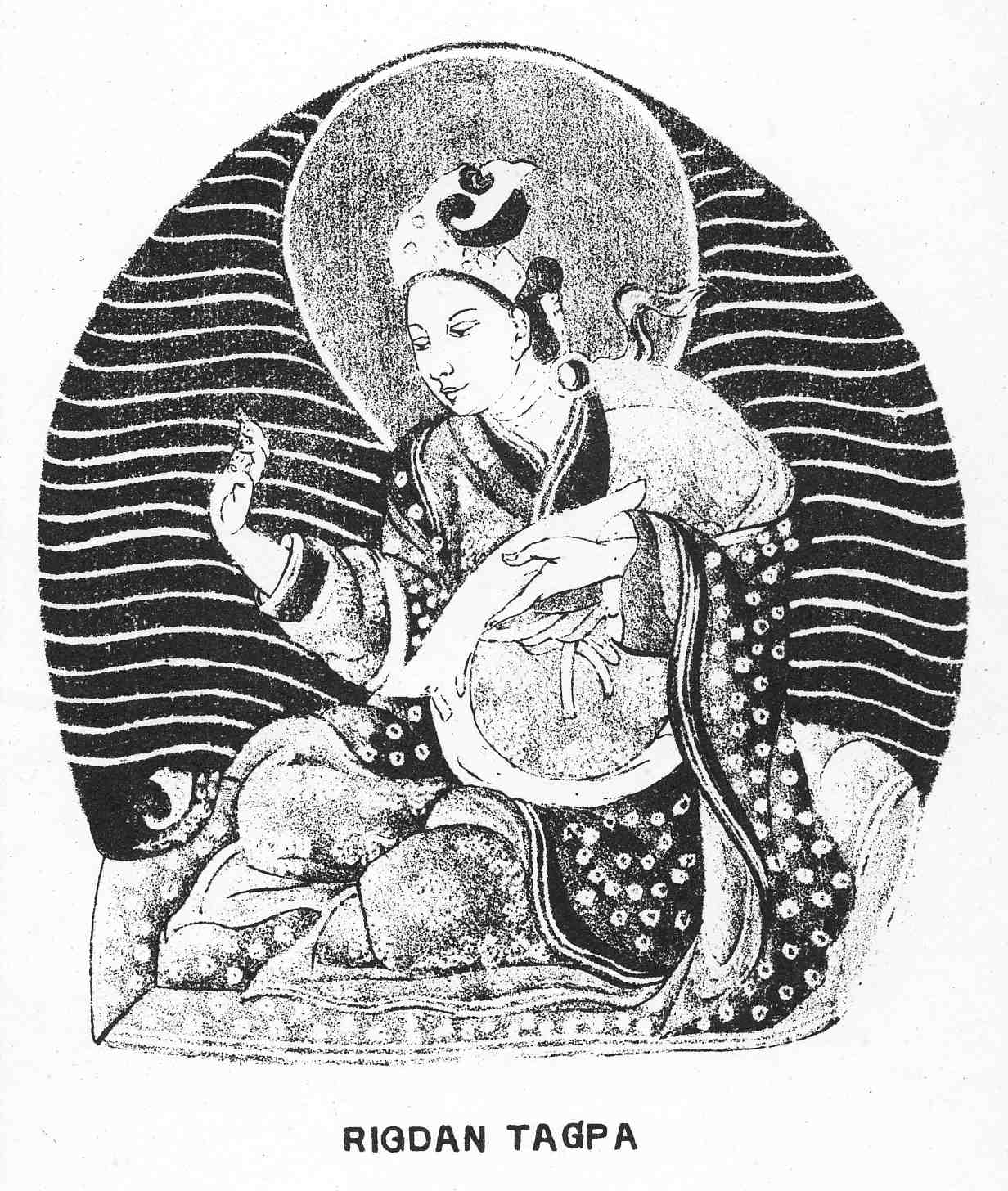
Rigdan Tagpa azaz Manjuśrīkīrti, Sambhala királya

Sambhalában Maitréja, az Eljövendő Buddha fog uralkodni. A Sambhala elbeszélés a Kálacsakra tantrában található, amely az Anuttarayoga Tantrák csoportjába tartozik. A Kálacsakra tantra megjövendöli, hogy amikor a világ háborúba és kapzsiságba süllyed, és minden elveszett, a 25. Kalki király egy hatalmas hadsereggel vonul ki Sambhalából, hogy legyőzze a „Sötét Erőket”, és elhozza az aranykort az egész világnak. A Kálacsakra tantrára alapozott számításai nyomán Alex Berzin ezt a dátumot 2424-re teszi.
A hagyomány szerint Manjuśrīkīrti i. e. 159-ben született, és a Mlechha vallás 300,510 követőjének királyságában uralkodott, akik közül sokan napimádók voltak. Azt mondják, 20.000 embert száműzött birodalmából, akik a „Surya Samadhi”-nak (a Nap megtestesülésének) hívei voltak, és nem a Kálacsakra (Időkerék) buddhizmusé.
Ezek a száműzött risik, látnokok, bölcsek és szentek, akik felismerték az igazságot és az örökkévaló tudást, azt mondták: „Hűek akarunk maradni a Napszekerünkhöz, és nem akarunk lemondani a hitünkről, hogy más hitre térjünk.” Ez azt mutatja, hogy alapvető különbség lehetett a két Időkerék-alapú vallási irányzat között. Miután felismerte, hogy a száműzöttek voltak a népének legbölcsebbjei, legjobbjai, és hogy mennyire szüksége lenne rájuk, később megkérte őket, hogy térjenek vissza. Néhányan vissza is tértek. Azonban azok, akik nem, azt mondták, hogy egy mágikus várost építenek, a misztikus legenda Sambhaláját. Manjuśrīkīrti megkezdte a Kálacsakra tanításainak terjesztését annak érdekében, hogy megtérítse azokat akik visszatértek és az uralma alatt álltak. I. e. 59-ben lemondott a trónjáról fia, Puṇḍārika javára, és hamarosan meghalt, belépve a sambogakája buddhaságba, és halála után buddhista szentté nyilvánították.

## Nyugati fogadtatás és értelmezés
Sok nyugati embert nyűgözött le Sambhala híre, gyakran a Kálacsakrai hagyományok részleges ismertetései alapján. Tibet és a tibeti buddhizmus a 20. század előtt Nyugaton nagyrészt ismeretlen volt. Ami kevés híre eljutott Nyugatra az a legjobb esetben is töredékes és véletlenszerű volt.
A legelső olyan hír, amely Sambhalával kapcsolatosan elérte a nyugati civilizációt, a portugál katolikus misszionáriustól, Estêvão Cacellától származott, aki hallott ugyan Sambhaláról (átírása szerint „Xembala”), de úgy gondolta, hogy az egy másik név Kitajra azaz Kínára. 1627-ben a pancsen láma székhelyére, Tasilhumpo-ba indultak, de miután felismerték tévedésüket, visszatértek Indiába.
Az Altaj-hegység népeinek folklórjában a Beluha-hegy átjáró Sambhalába.
Kőrösi Csoma Sándor ezt írta 1833-ban róla: „mesés ország északon ... az északi szélesség 45' és 50' között terül el.”
Az Észak-Indiától északra fekvő területek közé tartozik Kelet-Kazahsztán, amelyet zöld dombok, alacsony hegyek, folyók és tavak jellemeznek. Ez ellentétben áll a nyugat-kínai, tibeti és Hszincsiang tartományok tájával, amelyekre magas hegyek és szárazság jellemző.

## Teozófia
A 19. század végén a Teozófiai Társulat társalapítója, Helena Blavatsky azt állította, hogy kapcsolatba kerül a Himalája Adepták Nagy Fehér Házával, és bár több helyen is említette Sambhalát, de anélkül, hogy különösebb hangsúlyt fektetett volna rá.
Később ezoterikus írók tovább formálták és javították egy olyan rejtett föld fogalmát, amelyet egy rejtett misztikus testvériség lakott és tagjai az emberiség javára munkálkodnak. Alice A. Bailey azt állítja, hogy Shamballa (az ő helyesírása szerint) extra dimenziós vagy spirituális valóság az éteri síkon, egy spirituális központban, ahol a Föld kormányzó istensége, Sanat Kumara, a Föld bolygó logoszának legmagasabb avatárájaként él, és az Isten akaratának kifejezése.

## Expedíciók

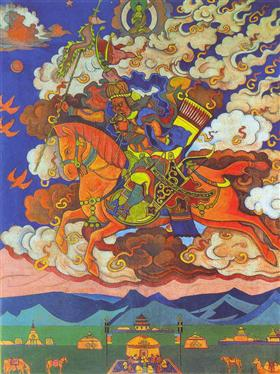
Nicholas Roerich Nagy lovas Rigden Jyepo Sambhala hírvivője című festménye (1927).

Nicholas és Helena Roerich 1924-1928 közötti indiai utazásaik idején expedíciót indítottak Sambhala felkutatására. Nicholas Roerich később sok képet festett a tibeti buddhizmus illetve kifejezetten Sambhala tárgykörében.
A teozófia iránti érdeklődés és néhány mongol láma látogató ösztönözte az 1920-as években Gleb Bokijt, a szovjet titkosszolgálat egyik vezetőjét, valamint író barátját, Alekszander Barcsenkot egy Sambhala küldetés kezdeményezésére, hogy megpróbálják egyesíteni a Kálacsakra-tantra és a kommunizmus eszméit. Többek között a titkosrendőrséghez tartozó titkos laboratóriumban Bokij és Barcsenko kísérleteztek különféle buddhista szellemi technikákkal, hogy megpróbáljanak kulcsot találni a tökéletes kommunista embertípus létrehozásához. Különleges expedíciót terveztek Belső-Ázsiába, hogy megszerezzék Sambhala bölcsességét, de a terv elbukott a szovjet hírszerző szolgálaton belüli intrikák, valamint a szovjet külügyi népbiztosság erőfeszítései miatt, amelynek következtében ők küldhettek saját expedíciót Tibetbe 1924-ben a Roerich-házaspár vezetésével.

## Újabb időkben
Egy francia buddhista, Alexandra David-Néel Sambhalát a mai afganisztáni Balkh-al azonosítja, amelynek perzsa neve Sham-i-Bala, a név jelentése pedig „emelt gyertya". Hasonló módon Gurdjieff követője, J. G. Bennett megjelentette azt az elképzelését, miszerint Sambhala valójában Shams-i-Balkh, egy baktriai naptemplom volt.
Chögyam Trungpa, a tibeti buddhista láma bizonyos tanításaihoz, gyakorlataihoz és szervezeteihez (Shambhala Training, Shambhala International, Shambhala Publications) használta a Shambhala nevet, utalva az emberi jóság és törekvés gyökereire. Trungpa szerint Sambhala rendelkezik az emberi bölcsesség független alapjával, amely nem kötődik sem a Kelethez, sem a Nyugathoz, illetve bármely kultúrához vagy valláshoz.

## A nyugati kultúrában
- Sambhala lehetett a mintája Shangri-Lának, egy földi paradicsomnak, amely egy tibeti völgyben rejtőzik, és James Hilton brit író 1933-ban Lost Horizon, magyarul A Kék Hold völgye címmel megjelent regényében szerepelt először.
- Shamballa volt a WiFi jelszó a Marvel Studios Doctor Strange című filmjében.
- A fentebb említett Nicholas Roerich néhány további képe Sambhala (Shambhala) sorozatából:

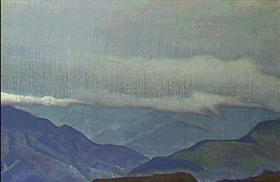
Sambhala kapujában (1947 előtt)
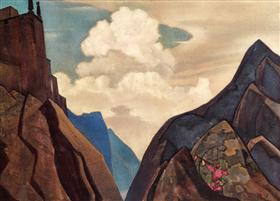
Üzenet Sambhalából (1931)
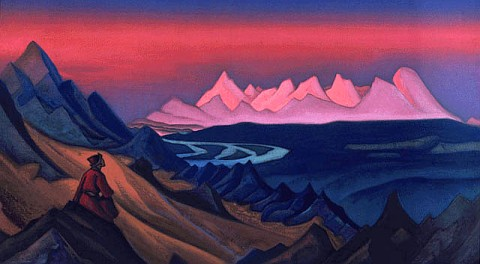
Dal Sambhalából (Song of Shambhala) (1943)
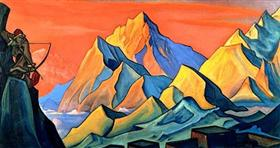
Üzenet Sambhalából (1946?)
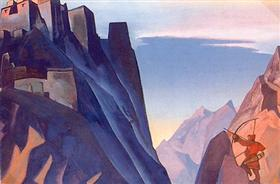
Üzenet Sambhalából (1947 előtt)

- Jamyang Norbu: Sherlock Holmes Tibetben – Az elveszett évek nyomában, Írás kiadó, Budapest, 2006, 318 oldal, ISBN 9638417102, fordította: Narancsik Gábor

## Fordítás
- Ez a szócikk részben vagy egészben  a   Shambhala című angol Wikipédia-szócikk ezen változatának fordításán alapul.  Az eredeti cikk szerkesztőit annak laptörténete sorolja fel. Ez a jelzés csupán a megfogalmazás eredetét és a szerzői jogokat jelzi, nem szolgál a cikkben szereplő információk forrásmegjelöléseként.